# بطنج إهرنبرغ
بطنج إهرنبرغ أو ستاكس إهرنبرغ (باللاتينية: Stachys ehrenbergii) نوع نباتي يتبع جنس البطنج من الفصيلة الشفوية.

## الموئل والانتشار
موطنه بلاد الشام وتركيا.

## مرادفات للاسم العلمي
- (باللاتينية: Leonurus mollis Ehrenb. ex Boiss.)